# Masłosojuz
Masłosojuz, Krajowy Związek Mleczarski Masłosojuz (ukr. Крайовий молочарський союз «Маслосоюз»), w okresie II Rzeczypospolitej Ukraiński Krajowy Związek Mleczarski „Masłosojuz” – ukraińska organizacja spółdzielcza, założona w Stryju (ówcześnie Galicja Wschodnia w składzie Austro-Węgier) na przełomie 1904/1905.
Początkowo była filią Proswity w Stryju jako Związek Ruskich Spólek Mleczarskich (Союз руських молочарських спілок). W 1907 przekształciła się w Krajowy Związek Mleczarski „Masłosojuz” (Крайовий молочарський союз «Маслосоюз»). Do 1914 związek jednoczył około 100 niewielkich spółek mleczarskich, które odbierały od chłopów 7,5 mln l mleka. Z ilości tej produkowano około 300 tys. kg masła.
Czołowymi działaczami „Masłosojuzu” byli: Jewhen Ołesnycki, I. Baczynskyj, Ostap Nyżankiwskyj.
Po I wojnie światowej Związek wznowił w 1924 działalność w granicach II Rzeczypospolitej. W zarządzie Związku zaczęło działać wielu fachowców, wykształconych za granicą: O. Baczynska, Andrij Mudryk, T. Kotyk, Andrij Palij. W okresie II Rzeczypospolitej nastąpił zawrotny rozwój spółdzielni zrzeszonych w Masłosojuzie. W 1939 skupiał ok. 500 000 gospodarstw rolnych w południowo-wschodnich województwach II Rzeczypospolitej na ok. 800 000 istniejących. Eksport masła w 1935 wyniósł 423 tys. kg, a obrót w 1938 – 12,1 mln zł. Masłosojuz eksportował masło m.in. do Niemiec, Austrii, Czechosłowacji, Danii, Francji i Szwajcarii. Masło trafiało również na rynek Mandżukuo. Działalność Masłosojuzu obsługiwał finansowo Centrobank.
Po agresji ZSRR na Polskę w 1939 zlikwidowany przez sowieckie władze okupacyjne, razem z innymi organizacjami spółdzielczymi. Odnowił swoją działalność 20 lipca 1941, podczas okupacji niemieckiej, przejmując wszystkie mleczarnie należące w latach 1939–1941 do sowieckiego Masłopromu. Dyrekcja w osobach Andrija Palija, Andrija Mudryka i Mychajła Chronowjata przeniosła się z dystryktu krakowskiego do Lwowa. Przewodniczącym Rady Nadzorczej został ponownie (od 1926) Julijan Pawłykowśkyj. Chociaż statutową siedzibą do 1942 był Stryj, wydział handlowy znajdował się we Lwowie, początkowo przy ul. Kościuszki, od 1932 przy ul. Głowackiego 23.
Ostatecznie Masłosojuz został zlikwidowany przez władze sowieckie w końcu 1944, po powtórnym zajęciu Lwowa przez Armię Czerwoną.